# Gillian Sheen
Gillian Sheen (n. 21 august 1928, Middlesex, Anglia, Regatul Unit – d. 5 iulie 2021, Auburn⁠(d), New York, SUA) a fost o scrimeră britanică, medaliată olimpică. A participat la 3 ediții ale Jocurilor Olimpice (1952, 1956, 1960) în care a câștigat o medalie de aur.